# Меркушево (Пермский район)
Меркушево — деревня в Пермском районе Пермского края. Входит в состав Лобановского сельского поселения.

## География
Деревня расположена на правом берегу реки Сыра, примерно в 8,5 км к юго-востоку от административного центра поселения, села Лобаново.

## Население
| 2010 |
| ---- |
| 21   |

## Топографические карты
- Лист карты O-40-77 Юг. Масштаб: 1 : 100 000. Состояние местности на 1983 год. Издание 1985 г.